# 聖ウィリブロルド
聖ウィリブロルド（英: Saint Willibrord, 羅: Villibrordus, 658年 - 739年11月7日）は、キリスト教の聖人であり、伝道者である。
フリーセン地方の伝道者で、ユトレヒト初の司教を務めた。ノーサンブリアに生まれ、現ルクセンブルクのエヒタナハで没した。

## 来歴
ヨークに近いリポン（Ripon）の修道院で、聖ウィルフリッド（ウィルフリード）（Wilfrid, Wilfrith）に教えを受けた後、678年頃 アイルランドのラスメルシィギィ（ Rat(h)melsigi） 修道院（ダブリンの北、今日の Melfont, Mellifont）に移り、エグベルトの指導を受けた。エグベルトはイングランド人であったが、若くしてアイルランドに渡り、729年 90歳でアイオナ修道院で没するまで「完徳の中に生涯を過ごした」（ベーダ）と言われた人物である。そこで12年間修道士・司祭としての生活を送った。690年頃フリース族の居住する地に赴いた。このフリースラントでのキリスト教伝道は、ピピン2世の依頼により、フランク王国の保護のもと、そして 教皇セルギウス3世による全権委任において行われた。「ユトレヒトを足場に伝道五〇年近く、足跡はブラバント・リンブルクからゾイデル海の各方面におよび、オランダ北部の大部分が」伝道地として「開拓」された。
695年ピピン2世によりローマに派遣されると、11月21日に教皇セルギウス3世からフリース族の大司教に任ぜられ、「クレメンス」（>Klemens<）という名前を与えられた。フリースラントに戻ると、ユトレヒト大聖堂を建造した。フリースラントでの布教は成功を収めた。698年には、布教の拠点としてエヒタナハ（今日のルクセンブルク国内にある）に修道院を創設した。その際、ダゴベルト2世の王女、イルミナ（Irmina）から援助を受けている。
ラッドボッド（レッドボッド）がフリーセンの王となってからは、ウィリブロルドは立ち退かざるを得なくなった。この王は教会を取りこわし、異教の寺院や祭殿を建てて、多くの伝道者を殺した。ウィリブロルドと共に布教をしていた修道士たちは、北の方へ逃げたが、デンマークとヘラルゴランドでは成果は得られなかった。ラッドボッドの死後、ウィリブロルドは719年にユトレヒトに戻り、カール・マルテルの支援を受け、聖ボニファティウスの助力を得て布教活動を再開し、広げた。一方でエヒタナハの修道院にもひんぱんに足を運んだ。
ウィリブロルドは多くの奇跡を行い、病人の治療もしたといわれる。特に、ハンチントン病（舞踏病）やけいれん性の病気の患者を数多く治した。そのため、こういった病気の守護聖人となっている。没後はこの修道院の礼拝堂に埋葬され、それとほぼ同時に列聖され、エヒタナハは巡礼の地となった。神学者アルクィンによれば、奇跡がここで何度も起こっている。また、一部の聖遺物が他の教会に渡ったものの、大部分は修道院にとどめおかれ、1031年の10月19日、新しく建てられた聖堂の、主祭壇の下に納められた。後にこの聖堂も取りこわされ、新しい聖堂が1868年に献堂された。

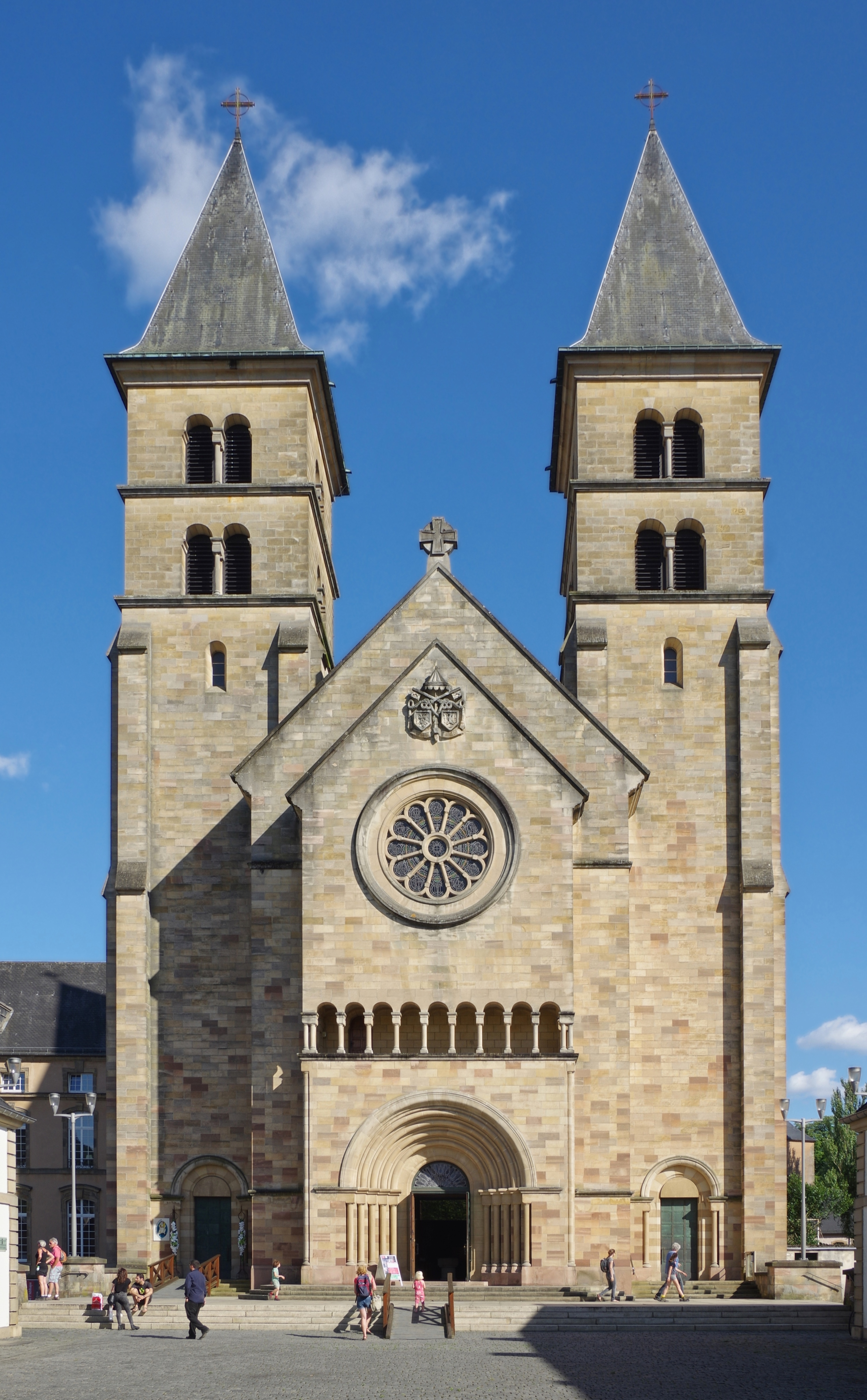
エヒタナハのバジリカ（聖堂）

聖名祝日は11月7日だが、イングランドではレオ8世の命により、11月29日に行われる。
聖ウィリブロルドの姿を正しく伝えるものはあまり遺されていないが、パリの国立図書館には、彼の福音書（Willibrord-Evangeliar, de:Echternach-Evangeliar）とされるものが遺されている（Lat 9389; 223 Blatt, 335x255 mm）。布教の際アイルランドから持ち込んだものであると考えられている 。（Bellesheim, "Gesch. der kath. Kirche in Irland", I, Mainz, 1890, 623）

## 「踊りの行進」の発祥
1906年の6月4日には、サンピエトロ大聖堂からの聖遺物の遷移式が行われた。この時に、踊りによる行進が始まり、正装の5人の司教や2人のスイス人衛兵をはじめ、15,000人を越える人々が踊りながら行進したといわれる。一方で、この踊りの行進は、既に8世紀にはじまっていたとも、14世紀のペスト、災害、戦争といった社会不安の中で、神への祈願をする人々の中から始まったともいわれている。